# Izzy Tandir
Ismar Tandir, detto Izzy (Francoforte sul Meno, 19 agosto 1995), è un ex calciatore bosniaco, di ruolo attaccante.

## Carriera

### Club
Ha giocato nella massima serie dei campionati islandese, serbo, bosniaco, slovacco e ceco.

### Nazionale
Ha giocato nelle nazionali giovanili bosniache Under-18 ed Under-19.

## Palmarès

### Club

#### Competizioni nazionali
- Coppa di Lega islandese: 1

Breiðablik: 2015